# الحزب الاشتراكي الديمقراطي السويسري
الحزب الاشتراكي الديمقراطي السويسري (بالفرنسية: Parti socialiste suisse)‏(بالألمانية: Sozialdemokratische Partei der Schweiz ) (بالإيطالية: Partito Socialista Svizzero)‏ حزب سياسي في سويسرا. ويمثله اثنان من المستشارين الاتحاديين منذ عام 1960 وحصل على ثاني أكبر عدد من الأصوات في الانتخابات الوطنية لعام 2015.
تأسس الحزب بتاريخ 21 أكتوبر عام 1888، وهو حاليا ثاني أكبر الأحزاب السياسية الائتلافية الأربعة في سويسرا. وهو الحزب اليساري الوحيد الذي يضم ممثلين في المجلس الاتحادي السويسري. كما انها ثانى أكبر حزب سياسى في البرلمان السويسرى. والأعضاء الحاليون في المجلس الاتحادي السويسري هم: آلان بيرسيه وسيمونيتا سوماروغا.
الحزب الاشتراكى هو أكبر حزب مؤيد للاوروبية في سويسرا ويدعم عضوية سويسرا في الاتحاد الاوربى على عكس معظم الاحزاب السويسرية الأخرى. بالإضافة إلى ذلك، تعارض بشدة الرأسمالية ويحافظ على هدف طويل الأجل هو «التغلب على الرأسمالية». [4] [5] [11] وهذا الحزب هو عضوا كامل العضوية في الاشتراكية الدولية، والتحالف التقدمي، [13 ] وشريك منتسب لحزب الاشتراكيين الأوروبيين. [14]